# Явори-Подмасьце
Явори-Подмасьце (пол. Jawory-Podmaście) — село в Польщі, у гміні Ґоворово Остроленцького повіту Мазовецького воєводства.
Населення — 126 осіб (2011).
У 1975-1998 роках село належало до Остроленцького воєводства.

## Демографія
Демографічна структура станом на 31 березня 2011 року:
|          | Загалом | Допрацездатний вік | Працездатний вік | Постпрацездатний вік |
| -------- | ------- | ------------------ | ---------------- | -------------------- |
| Чоловіки | 65      | 9                  | 48               | 8                    |
| Жінки    | 61      | 7                  | 34               | 20                   |
| Разом    | 126     | 16                 | 82               | 28                   |